# A Little Christmas Album
A Little Christmas Album è un album discografico del pianista compositore Arturo Stalteri, pubblicato nel 2011 dalla M.P. & Records.

## Il disco
L 8 dicembre 2010 è uscita per l'etichetta discografica giapponese One Up Music la versione digitale. Stàlteri reinterpretra, attraverso l'uso del pianoforte e numerose tastiere, brani tradizionali e di altri autori. Contiene tre sue composizioni originali tra cui Christmas Night, registrazione live del concerto che ha tenuto con la violinista Yasue Ito il 10 dicembre 2003 nella chiesa di Saint Giles and Cripplegate (Barbican Centre) di Londra. Inoltre torna a cantare, come ai tempi dei Pierrot Lunaire (1975-77) e di Ruby Tuesday (2006) nei brani Put the lights on the tree, Jingle bells e Il est ne' .

## Tracce
Musiche di Arturo Stàlteri; edizioni musicali M.P. & Records.
1. Silent night – 3:54 (musica: Franz Xaver Gruber)
2. Put the lights on the tree – 3:49 (Sufjan Stevens) – Arturo Stàlteri voce
3. Away in a manger - The First Nowell – 5:13 (musica: William J. Kirkpatrick - Tradizionale)
4. Good king Wenceslas - Santa Claus is coming to town – 2:56 (musica: Tradizionale - John Frederick Coots)
5. Merry Christmas, Mr. Lawrence – 4:51 (musica: Ryuichi Sakamoto) – Yasue Ito violino
6. Christmas night – 4:02 (musica: Arturo Stàlteri) – Registrata dal vivo nella chiesa di St. Giles and Cripplegate, Londra
7. Troika - Jingle bells – 2:27 (James Lord Pierpont)
8. Who comes this night – 2:17 (musica: Dave Grusin)
9. Christmas past, Christmas present, Christmas yet to come – 1:46 (musica: Arturo Stàlteri)
10. We wish you a merry Christmas - Deck the halls – 2:53 (musica: Tradizionale - Tradizionale)
11. O Tannenbaum – 2:00 (musica: Tradizionale)
12. Christmas improvisation – 4:39 (musica: Arturo Stàlteri)
13. Il est ne' - I saw three ships – 3:33 (Tradizionale) – Arturo Stàlteri voce su Il est ne'
14. In the bleak midwinter - Tu scendi dalle stelle – 3:31 (musica: Gustav Theodore Holst - Alfonso Maria de' Liguori) – Laura Pierazzuoli violoncello
15. White Christmas – 3:17 (musica: Irving Berlin)
16. Stille nacht – 0:34 (testo: Joseph Morh – musica: Franz Xaver Gruber) – Emma voce

Durata totale: 51:42